# Tiliqua adelaidensis
Tiliqua adelaidensis is een hagedis uit de familie skinken (Scincidae). Het is een van de zeven soorten uit het geslacht blauwtongskinken (Tiliqua). De soort werd voor het eerst wetenschappelijk beschreven door Wilhelm Peters in 1863. Oorspronkelijk werd de naam Cyclodus adelaidensis gebruikt.

## Uiterlijke kenmerken
Van alle soorten is het tevens de kleinste; in andere talen wordt de soort wel met 'dwergskink' aangeduid maar er is nog geen eenduidige Nederlandse naam. De lichaamskleur is bruin met donkere vlekken, de kleuren zijn variabel. De totale lichaamslengte inclusief staart is minder dan twintig centimeter, de vrouwtjes worden iets groter dan de mannetjes. Alle andere blauwtongskinken worden over het algemeen groter dan 30 cm. Een ander belangrijk verschil is dat Tiliqua adelaidensis geen blauwe kleur tong heeft -zoals andere blauwtongskinken- maar een roze kleur.

## Levenswijze
Tiliqua adelaidensis is levendbarend; de jongen komen volledig ontwikkeld ter wereld en niet in een ei. De skink is omnivoor; het voedsel bestaat zowel uit plantendelen als vruchten als levende prooidieren. Plantendelen die gegeten worden zijn zaden, bladeren en bloemen. Prooidieren die worden buitgemaakt zijn kleine ongewervelden zoals sprinkhanen, kevers, kakkerlakken, mieren, slakken en spinnen.
Opmerkelijk is dat de skink voornamelijk de verlaten tunnels van grotere spinnen gebruikt, zoals valdeurspinnen. Over de levenswijze onder natuurlijke leefomstandigheden is verder weinig bekend.

## Verspreidingsgebied
Net als alle blauwtongskinken is Tiliqua adelaidensis van Australische origine, de soort komt alleen voor in de provincie Zuid-Australië. Het verspreidingsgebied is in vergelijking met andere blauwtongskinken zeer klein. De soort komt alleen voor rondom de zuidoostelijk gelegen kuststad Adelaide. Hier is ook de wetenschappelijke soortnaam adelaidensis van afgeleid dat 'levend in Adelaide' betekent. De habitat bestaat uit graslanden met een sporadische bomengroei.

## Bedreigingen
Tiliqua adelaidensis is een van de zeldzaamste hagedissen ter wereld, lange tijd werd de soort zelfs als uitgestorven beschouwd. De blauwtongskink werd al in 1863 wetenschappelijk beschreven maar tot 1992 zijn er slechts twintig individuen waargenomen. Hierdoor ging men ervan uit dat de hagedis was uitgeroeid en ook hield men er rekening mee dat de bioloog Wilhelm Peters, die de skink als eerst beschreef, een al bekende soort voor een andere had aangezien. Het keerpunt kwam in 1992 toen een dood exemplaar werd aangetroffen in de maag van een slang uit het geslacht Pseudonaja. Na onderzoek bleek dat er een aantal locaties bestonden waar de skink nog steeds voorkwam. In totaal wordt het aantal moderne exemplaren geschat op ongeveer 5000. Tiliqua adelaidensis wordt door de IUCN beschouwd als een bedreigde soort (EN of endangered).
Vroeger kwam de soort waarschijnlijk algemener voor, de reden van de huidige kleine populaties is de inrichting van het leefgebied als agrarisch gebied en meer specifiek het gebruik van de ploeg. In grond die jaarlijks wordt omgeploegd groeit slechts een enkele generatie planten per jaar, in plaats van een permanente begroeiing zoals deze oorspronkelijk voorkwam. Deze verandering van het leefgebied heeft ervoor gezorgd dat het dier bijna werd uitgeroeid.
Er zijn verschillende beschermingsprogramma's gestart om de soort voor uitsterven te behoeden. Zo worden de dieren in dierentuinen ex-situ gefokt om de populaties aan te sterken.